# Stelis philargyrus
Stelis philargyrus är en orkidéart som beskrevs av Heinrich Gustav Reichenbach. Stelis philargyrus ingår i släktet Stelis och familjen orkidéer. Inga underarter finns listade i Catalogue of Life.